# Poliana wintgensi
Poliana wintgensi is een vlinder uit de familie van de pijlstaarten (Sphingidae). De wetenschappelijke naam van de soort werd in 1910 gepubliceerd door Embrik Strand.